# West University Place
West University Place, souvent nommée West University ou West U, est une ville située dans l'État américain du Texas
La population est recensée à 14 787 habitants en 2010.

## Source
- (en) Cet article est partiellement ou en totalité issu de l’article de Wikipédia en anglais intitulé « West University Place, Texas » (voir la liste des auteurs).